# Ctenitis samoensis
Ctenitis samoensis är en träjonväxtart som först beskrevs av Carl Frederik Albert Christensen, och fick sitt nu gällande namn av Holtt. Ctenitis samoensis ingår i släktet Ctenitis och familjen Dryopteridaceae. Inga underarter finns listade.